# Алаярв
А́лаярв (эст. Alajärv) — озеро в Эстонии, расположено в волости Выру уезда Вырумаа, примерно в 5 км к северу от города Выру. Находится на территории поселка Вяймела. Через протоку на северо-западе соединяется с соседним озером Мяэярв.

## Характеристика озера
Площадь озера 7,4 га. Длина береговой линии составляет 1815 м. Озеро мелководное: максимальная глубина не превышает 2,5 м. Озеро Алаярв характеризуется самым мощным (18 метров) среди всех озёр Эстонии слоем иловых донных отложений, что вызывает большой интерес учёных, занимающихся палеолимнологическими исследованиями. На северо-восточном берегу озера находится природный парк Вяймела.

## Биоразнообразие
В озере обнаружено 45 видов водных растений. Из прибрежноводных растений наиболее распространенными видами являются тростник обыкновенный и осоки, обычны ежеголовник прямой и стрелолист. Из плавающих растений доминирует кубышка жёлтая. Многочисленны кувшинка снежно-белая, рдест плавающий. Из рыб обитают: плотва, окунь, щука, лещ, сом, золотой карась, краснопёрка, линь, пескарь, налим, речной угорь и судак, карп.